# 楚雄イ族自治州
楚雄イ族自治州（そゆう-イぞく-じちしゅう）は中華人民共和国雲南省に位置する自治州。

## 地理
楚雄州は雲貴高原西部に位置し、滇中高原を構成している。東は昆明市、西は大理ペー族自治州、南は普洱市及び玉渓市、北は四川省攀枝花市及び涼山イ族自治州と接している。州内には山岳部が広がり、90%以上が山地を占めている。

## 行政区画
2県級市・8県を管轄する。
- 県級市：
  - 楚雄市・禄豊市
- 県：
  - 双柏県・牟定県・南華県・姚安県・大姚県・永仁県・元謀県・武定県

| 楚雄イ族自治州の地図                                                  |
| --------------------------------------------------------------------- |
| 楚雄市 禄豊市 双柏県 牟定県 南華県 姚安県 大姚県 永仁県 元謀県 武定県 |

### 年表
この節の出典

#### 武定専区
- 1949年10月1日 - 中華人民共和国雲南省武定専区が成立。武定県・昆明県・安寧県・羅次県・富民県・禄勧県・元謀県が発足。(7県)
- 1951年2月1日 - 昆明県が昆明市に編入。(6県)
- 1953年3月28日 - 元謀県・武定県・安寧県・羅次県・禄勧県・富民県が楚雄専区に編入。

#### 楚雄専区
- 1949年10月1日 - 中華人民共和国雲南省楚雄専区が成立。楚雄県・双柏県・鎮南県・牟定県・姚安県・大姚県・塩豊県・永仁県・禄豊県・広通県・塩興県が発足。(11県)
- 1953年3月28日 - 武定専区元謀県・武定県・安寧県・羅次県・禄勧県・富民県を編入。(17県)
- 1954年6月30日 - 鎮南県が南華県に改称。(17県)
- 1956年11月16日 - 安寧県が昆明市に編入。(16県)
- 1957年10月18日 - 楚雄県・双柏県・広通県・塩興県・禄豊県・富民県・羅次県・元謀県・武定県・禄勧県・永仁県・塩豊県・大姚県・姚安県・南華県・牟定県が楚雄イ族自治州に編入。

#### 楚雄イ族自治州
- 1957年10月18日 - 楚雄専区楚雄県・双柏県・広通県・塩興県・禄豊県・富民県・羅次県・元謀県・武定県・禄勧県・永仁県・塩豊県・大姚県・姚安県・南華県・牟定県を編入。楚雄イ族自治州が成立。(16県)
- 1958年4月4日 - 塩興県が広通県に編入。(15県)
- 1960年9月13日 (9県)
  - 南華県が楚雄県に編入。
  - 永仁県・塩豊県・姚安県が大姚県に編入。
  - 羅次県・広通県が禄豊県に編入。
- 1960年9月22日 - 富民県が昆明市に編入。(8県)
- 1962年3月27日 (11県)
  - 大姚県の一部が分立し、姚安県・永仁県が発足。
  - 楚雄県の一部が分立し、南華県が発足。
- 1965年4月22日 - 永仁県の一部が麗江専区華坪県の一部、四川省西昌専区米易県・塩辺県の各一部と合併し、地級市の四川省渡口市となる。(11県)
- 1972年12月30日 - 永仁県の一部が四川省渡口市に編入。(11県)
- 1974年11月8日 - 永仁県の一部が四川省渡口市に編入。(11県)
- 1980年9月11日 - 禄豊県の一部が昆明市安寧県に編入。(11県)
- 1983年9月9日 (1市9県)
  - 禄勧県が昆明市に編入。
  - 楚雄県が市制施行し、楚雄市となる。
- 2021年1月20日 - 禄豊県が市制施行し、禄豊市となる。(2市8県)

## 交通

### 鉄道

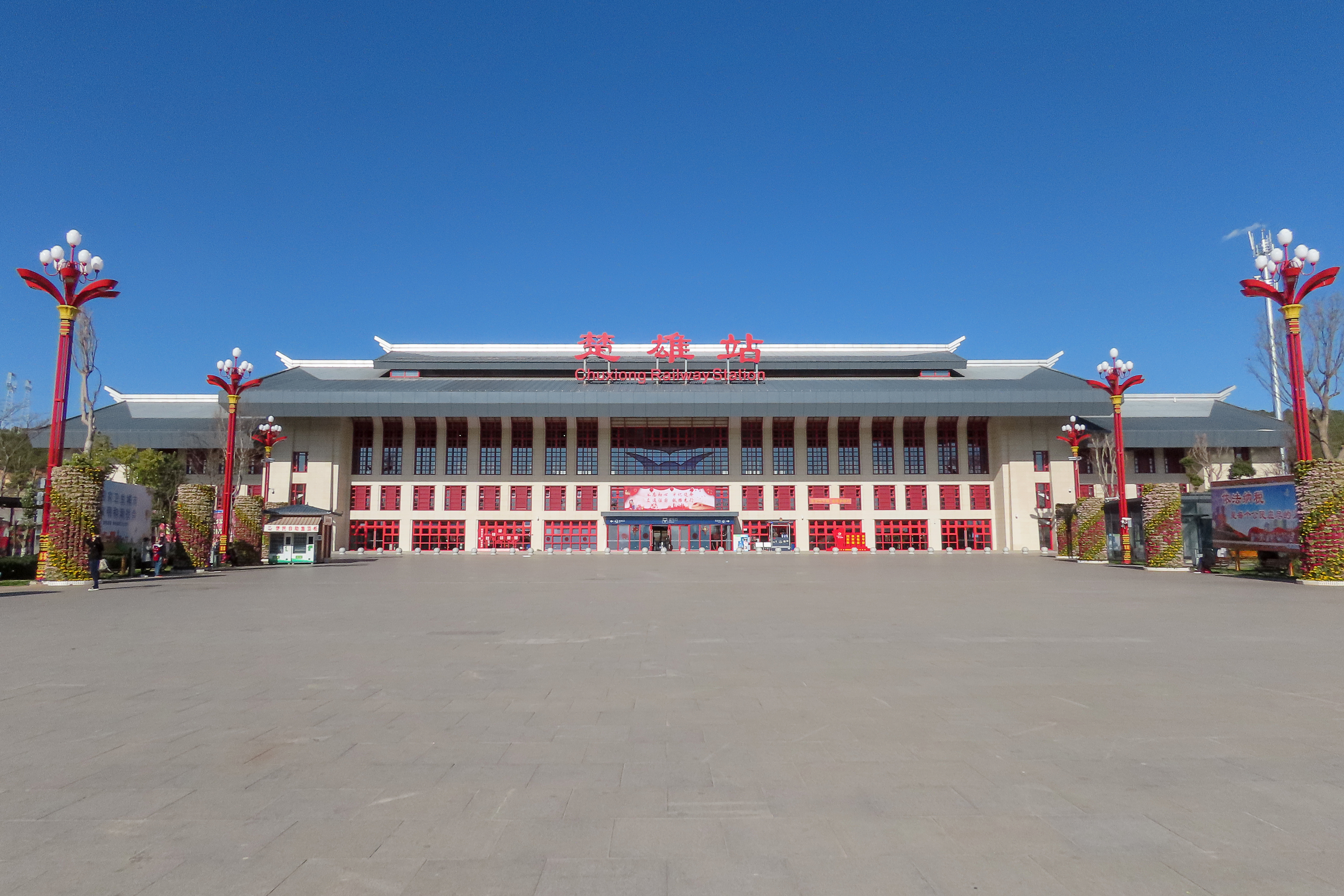
楚雄駅

- 中国国家鉄路集団
  - 元昆線
  - 峨広線（中国語版）
  - 楚大線（中国語版）

### 道路
- 高速道路
  - 京昆高速道路
  - 杭瑞高速道路
  - S18 武易高速道路
  - S36 楚広高速道路
- 国道
  - G108国道
  - G320国道
  - S218省道（元G226国道）